# Campeonato de Fútbol de Costa Rica 1959
El Campeonato de Fútbol de 1959, fue la edición número 39 de Liga de Fútbol de Costa Rica en disputarse, organizada por la FEDEFUTBOL.
Liga Deportiva Alajuelense consigue el segundo bicampeonato de su historia.
El Deportivo Saprissa realiza su legendaria y exitosa gira alrededor del mundo realizando 31 partidos internacionales durante el año.

## Equipos participantes
| Provincia | N.º | Equipos                                        |
| --------- | --- | ---------------------------------------------- |
| San José  | 4   | Gimnástica Española, Orión, Saprissa y Uruguay |
| Alajuela  | 2   | Alajuelense y El Carmen                        |
| Cartago   | 1   | Cartaginés                                     |
| Heredia   | 1   | Herediano                                      |

## Formato del Torneo
El torneo disputado a tres vueltas. Los equipos debían enfrentarse todos contra todos, el último lugar descendería automáticamente a Segunda División. 

## Tabla de posiciones
| Equipo | Pts | PJ | PG | PE | PP | GF | GC | DG  |
| --- | --- | -- | -- | -- | -- | -- | -- | --- |
| Liga Deportiva Alajuelense | 28  | 21 | 12 | 4  | 5  | 43 | 29 | +14 |
| Deportivo Saprissa | 26  | 21 | 11 | 4  | 6  | 41 | 25 | +16 |
| Club Sport Herediano | 22  | 21 | 9  | 4  | 8  | 33 | 27 | +6  |
| Club Sport Cartaginés | 22  | 21 | 9  | 4  | 8  | 30 | 32 | +2  |
| Orión F.C. | 21  | 21 | 6  | 9  | 6  | 25 | 35 | -10 |
| El Carmen F.C. | 19  | 21 | 6  | 9  | 6  | 29 | 30 | -1  |
| Sociedad Gimnástica Española | 18  | 21 | 5  | 8  | 8  | 26 | 36 | -10 |
| Club Sport Uruguay de Coronado | 12  | 21 | 3  | 6  | 12 | 27 | 42 | -15 |
| Pts – Puntos; PJ – Partidos Jugados; PG - Partidos Ganados; PE - Partidos Empatados; PP - Partidos Perdidos; GF – Goles a Favor; GC – Goles en Contra; DG – Diferencia de Goles |     |    |    |    |    |    |    |     |

|  |                  |
|  | Campeón Nacional |

|  |                                     |
|  | Descenso Directo a Segunda División |

| Campeón Liga Deportiva Alajuelense Campeonato #8 |

Planilla del Campeón: Francisco Montagnaro, Edgar Barrantes, Edgar Zúñiga, Isaías Esquivel, Eduardo Salas, Walter Pearson, José Rodríguez, Juan Ulloa, Carlos Enrique Herrera, José Campos, Germán Delgado, Orlando Chambers, José Solís, Mardoqueo González, Heriberto Molina, Cornelio Urbina, Carlos Alvarado, Germán Guillén, Oscar Herrera, Juan González Soto, José Luis Quesada.

## Goleadores
| Jugador        | Equipo              | Goles |
| -------------- | ------------------- | ----- |
| Juan Ulloa     | Alajuelense         | 17    |
| Alberto Armijo | Cartaginés          | 9     |
| Óscar Bejarano | Herediano           | 9     |
| Jorge Monge    | Saprissa            | 8     |
| Guido Peña     | Orión               | 8     |
| Roger Jiménez  | Uruguay de Coronado | 7     |
| Carlos Marín   | Herediano           | 7     |
| Álvaro Murillo | Saprissa            | 7     |

## Descenso
| Descenso campeonato 1959      | Descenso campeonato 1959       |
| ----------------------------- | ------------------------------ |
| Descendido a Segunda División | Club Sport Uruguay de Coronado |
| Ascenso a Primera División    | Club Sport La Libertad         |

## Torneos
| Predecesor: Campeonato 1958 | Liga de Fútbol de Costa Rica Campeonato 1959 | Sucesor: Campeonato 1960 |